# Calliergis ramulosa
Calliergis ramulosa là một loài bướm đêm trong họ Noctuidae.